# Bouraoui Belhadef
Bouraoui Belhadef è un comune dell'Algeria, situato nella provincia di Jijel.